# 人情本
人情本（にんじょうぼん）は、江戸の地本のうち、庶民の色恋をテーマにした読み物の呼び名。江戸時代後期の文政年間から行われ、天保年間を最盛期として、明治初年まで流通した写実的風俗小説。女性に多く読まれた。代表的作者は為永春水。

## 名称
人情本の名称は、二世南仙笑楚満人（為永春水）『婦女今川』3編（1828年（文政11年）刊）にあるのが早い例で、春水は『春色梅児誉美』4編（1833年（天保4年）刊）序文で、自らを「江戸人情本元祖」と称している。後年には、春水や門人が用いた人情本の語が、文学ジャンルを指す語として一般化した。

## 形態
書形は、美濃紙半裁の片面に左右2ページを木版刷りし、二つ折りした中本型（ちゅうほんがた）と呼ばれる寸法で、それを数十枚袋綴じしたものだった。当時は同じ中本型である滑稽本とともに「中本」とも称された。

## 歴史
文政3年 (1820年) に刊行された十返舎一九『清談峯初花』、同4年刊滝亭鯉丈・為永春水合作『明烏後正夢』が人情本の最初の作品と位置づけられる。天保年間に入ると、人情本は全盛期を迎え、曲山人が『女大学』（1830年（天保元年）刊）『仮名文章娘節用』（天保2年（1831年）～天保5年（1834年）刊）などを著して好評を博し、為永春水は1832年（天保3年）『吾嬬春雨』『春色梅児誉美』を刊行して好評を得る。この時期、春水の代作者の一人だった松亭金水や鼻山人などが多くの作品を著す。だが、水野忠邦の天保の改革によって、春水が手鎖50日の処罰を受けた後、勢いは衰え、明治初頭まで続いたものの消滅する。

## 作風
人情本は、恋愛やそれに敷衍にする遊びを中心としつつ、全体としてはこれを肯定していないという、一件矛盾する構成を持っている。その展開は、商家の長男が異母弟に家督を譲るためにわざと放蕩し、許嫁と浮気相手の三角関係が生まれ、主人公の男女共々思い悩むが、最後は許嫁が本妻、浮気相手が妾となり、家督は主人公が継ぐというものである。井上泰至は「主人公がいつ手を取り合い、いつ身を寄せ合うのか、そうした場面を待ちこがれるように描かれ、読者はヒロインと同様夢中になり、陶酔することも可能で、主人公の身に困難が生じて、それに涙しても、心正しく生きていれば、必ず幸せを手にすることができる、と思わせるような結末へと運ばれる」と評している。
棚橋正博は「人情本でいちばん多用されるのは、いわゆる寸止めの手法で、ラブシーンがクライマックスに達する寸前でブラック・アウトさせるやり方である」「寄り添う男女が今後どうなるか、それから先が春画や春本の世界」「若い女性たちが熱中する人情本は公序良俗を乱し、春本と同列のワイセツ本であると断じた。わたしには、そこに、女性蔑視の感情がたぶんにふくまれているように見てとれる」と述べている。また、人情本や洒落本を男女の性交を描いた小説として、春画春本と同じポルノグラフィーに位置づける日本文学研究者を批判している。
青山学院大学名誉教授・武藤元昭は、人情本を特徴づけるのは「いき」とは異なる「あだ」だと指摘している。

## 代表作とその作者
- 『清談峯初花』初編 十返舎一九 撰、鶴屋金助ほか 板、文政2–4年（1819–21）
- 『松操物語』 一筆庵主人 作、渓斎英泉画、丸屋文右衛門ほか 板、文政3年 (1820)
- 『玉散袖』 鼻山人 作、渓斎英泉 画、武田伝右衛門ほか 板、文政4年 (1821)
- 『朧月夜』 十返舎一九ほか 作、渓斎英泉ほか 画、近江屋久兵衛ほか 板、文政7–11年（1823–28）
- 『園曙』 梅暮里谷峨 作、渓斎英泉 画、河内屋茂兵衛ほか 板、文政7年 (1824)
- 『風俗粋好伝』前後編 鼻山人 作、渓斎英泉 画、板元不詳、文政8年 (1825)
- 『江戸花誌』 鼻山人 作、板元不詳、文政9年 (1826)
- 『梓物語』 玉楼花紫 作、渓斎英泉 画、川村儀右衛門ほか 板、文政9–12年（1826–29）
- 『言葉花』 鼻山人 作、渓斎英泉 画、大島屋伝右衛門ほか 板、文政11年 (1828)
- 『青楼色唐紙』全4巻 寛江舎蔦丸 作、春川英笑 画、板元不詳、文政11年 (1828)
- 『恐可志』 鼻山人 作、歌川国貞 画、丁字屋平兵衛 板、文政期
- 『画庭訓塵劫記』 華街桜山人 作、花川亭富信・歌川国芳 画、柴谷文七ほか 板、文政13年–天保3年（1830–32）
- 『仮名文章娘節用』 曲山人 作、歌川国直 画、篤尚堂中屋 板、文政14年–天保5年（1831–34）
- 『教外俗文娘消息』全2編 曲山人 作、柳川重信 画、板元不詳、天保5年 (1834)
- 『阿玉が池』 鼻山人 作、鼻山人・渓斎英泉 画、丁子屋平兵衛 板、天保5年–7年（1834–36）
- 『春情美佐尾の巻』 八路駒彦 作、歌川国直 画：、板元不詳、天保6年 (1835)
- 『春色連理の梅』 二代目梅暮里谷峨 作、歌川貞秀・歌川芳鳥女 画：、板元不詳、嘉永5年 (1852)
- 『春色江戸紫』 山々亭有人（条野採菊）作、板元不詳、元治元年 (1864)
- 『通子遷』 五柳亭徳升 撰、板元不詳、刊年不詳
- 『春宵風見種』 梅亭金鵞 編、落合芳幾 画、板元不詳、刊年不詳
- 『夢見草』 福東子玉雄 編、歌川国英 画、板元不詳、刊年不詳
- 『孝婦貞鑑実之巻』全3編 鼻山人 作、伸斎英松 画、武田伝右衛門 板、刊年不詳